# Кастело (Алесандрија)
Кастело (итал. Castello) је насеље у Италији у округу Алесандрија, региону Пијемонт.
Према процени из 2011. у насељу је живело 77 становника. Насеље се налази на надморској висини од 139 м.